# Біркадзе Ніна Семенівна
Ніна Семенівна Біркадзе (1899, село Абіхіс-хеві, тепер Хашурський муніципалітет, Грузія — ?) — грузинська радянська діячка, колгоспниця колгоспу «Червона зірка» села Тезері Хашурського району Грузинської РСР. Депутат Верховної ради СРСР 1-го скликання.

## Життєпис
Народилася в бідній селянській родині. З дитячих років працювала у господарстві батьків.
Вийшла заміж та переїхала до села Тезері, де працювала у власному господарстві. Після смерті чоловіка залишилася із трьома малолітніми дітьми.
У 1930 році однією із перших вступила до новоствореного колгоспу «Червона зірка» в селі Тезері Хашурського району Грузинської РСР. Досягала високих результатів у вирощуванні цукрових буряків, брала участь у стахановському русі в сільському господарстві Грузинської РСР. Збирала понад 500 цнт. буряка із гектара.
Подальша доля невідома.